# Eurycoccus campbelli
Eurycoccus campbelli är en insektsart som beskrevs av Kosztarab 1996. Eurycoccus campbelli ingår i släktet Eurycoccus och familjen ullsköldlöss. Inga underarter finns listade i Catalogue of Life.